# Medscape
Medscape è un sito Web ideato per fornire ai medici informazioni di settore, unitamente a corsi di formazione per medici e professionisti della salute. I contenuti di riferimento sono: articoli di riviste mediche, una versione della National Library of Medicine della base di dati MEDLINE, notizie mediche e informazione del mondo farmaceutico (raccolte da Medscape Drug Reference, o MDR).
Nel corso della sua storia, Medscape era arrivato a pubblicare sette riviste elettroniche sottoposte a revisione paritaria.
La registrazione è obbligatoria e gratuita.

## Storia
Medscape fu lanciato il 22 maggio 1995 dalla SCP Communications, Inc.. il cui amministratore delegato era all'epoca Peter Frishauf. Nel 1999 George D. Lundberg divenne caporedattore di Medscape, che per diciassette anni aveva ricoperto il ruolo di direttore del Journal of American Medical Association.
Nel settembre 1999, Medscape, Inc. è diventata una public company quotata al NASDAQ di New York con il simbolo MSCP. Nel 2000 Medscape si è fusa con MedicaLogic, Inc., un'altra public company che nell'arco di 18 mesi portò i libri in tribunale, cedendo Medscape a WebMD nel dicembre 2001.
Nel 2008, Lundberg fu licenziato dalla WebMD e l'anno seguente il Medscape Journal of Medicine pubblicò il suo ultimo numero. Cinque anni più tardi, Eric Topol fu nominato caporedattore di Medscape, mentre Lundberg vi fece ritorno in qualità di redattore e consulente.
Nel 2009 WebMD rilasciò l'applicazione iOS di Medscape, seguita due anni dopo da una versione per dispositivi Android. Nel 2015 WebMD lanciò la prima versione di Medscape CME & Education per sistemi operativi iOS.

## Controversie
Nel 2016 un sondaggio tra medici ha rivelato che WebMD e la sua consociata Medscape contengono sui loro siti informazioni mediche incomplete e poco approfondite e anche numerosi casi di disinformazione. Uno studio su Medscape e WebMD ha inoltre riscontrato che entrambi i servizi mancano di neutralità e mostrano pregiudizi basati potenzialmente su pagamenti molto elevati (rispetto ai loro concorrenti del settore) da parte dell'industria farmaceutica.
Nell'aprile 2024 Medscape è stata fortemente criticata per aver pubblicato contenuti educativi finanziati dalla Philip Morris International. I critici hanno affermato che l'industria del tabacco dovrebbe astenersi da qualsiasi coinvolgimento nella formazione medica. Medscape ha risposto affermando che il contenuto era pienamente conforme agli standard di accreditamento del settore della formazione medica, ma ha anche affermato che in futuro non accetterà finanziamenti da alcuna organizzazione affiliata all'industria del tabacco.